# ۱۴ آذر
۱۴ آذر دویست و شصتمین روز از سال در گاه‌شماری خورشیدی است. به پایان سال ۱۰۵ روز (۱۰۶ روز در سال کبیسه) باقی‌است.

## رویدادها
- ۱۸۷۴ - پیوستن ایران به تشکیلات بین‌المللی صلیب سرخ
- ۱۳۵۳ - ریزش سقف فرودگاه مهرآباد
- ۱۳۸۴ - حادثه ۱۴ آذر ۱۳۸۴ فروند لاکهید سی-۱۳۰ هرکولس آجا
- ۱۳۸۵ - آتش‌سوزی مدرسه درودزن
- ۱۳۹۱ - پایان اعتصاب غذای نسرین ستوده پس از ۴۹ روز در اعتراض به حکم ممنوع‌الخروجیِ دخترش
- ۱۳۹۶ - زمین‌لرزه‌ی بندر دیر با شدت ۴٫۹ ریشتر
- ۱۳۹۸ - حادثه تالار مانگه‌شه‌و سقز
- ۱۴۰۱ - آغاز اعتصابات سه روزه آذر ۱۴۰۱ ایران

## زادروزها
- ۱۳۰۴ - مارکو گریگوریان، نقاش، هنرشناس و بازیگر ایرانی ـ ارمنی
- ۱۳۲۹ - عباس بابایی، سرلشکر خلبان نیروی هوایی ارتش جمهوری اسلامی ایران
- ۱۳۶۱ - پندار اکبری، بازیگر ایرانی
- ۱۳۶۷ - مریم طوسی، دوومیدانی‌کار ایرانی و رکورددار دوهای سرعتِ بانوان ایران
- ۱۳۷۵ - علی یاسینی، خواننده و آهنگساز ایرانی
- ۱۳۸۹ - امیرمحمد پناهی، شهروند عادی ایرانی
- 1377 -مهدی جابری.(لر)

## مرگ‌ها
- ۱۳۶۹ - غلامحسین یوسفی، ادیب، نویسنده، مترجم، ویراستار و مصحح متون، و استاد برجستهٔ ادبیات فارسی
- ۱۳۷۵ - علی حاتمی، کارگردان و فیلم‌نامه‌نویس
- ۱۳۸۲ - منوچهر طاهرزاده، آهنگساز، خواننده سبک پاپ و نوازنده ویلون و سه تار
- ۱۳۸۹ - شمس آل احمد، نویسنده